# Benjamín Chandía
Benjamín Andrés Chandia Miles (Vicuña, Chile, 25 de noviembre de 2002) es un futbolista chileno que juega de volante o extremo izquierdo y su actual club es Coquimbo Unido de la Primera División de Chile.

## Trayectoria

### Coquimbo Unido
Oriundo de Vicuña, llegó en 2018 a las divisiones inferiores de Coquimbo Unido, luego de participar en un campeonato nacional ANFA con la selección de Coquimbo. Tuvo sus primera citaciones con el primer equipo durante la temporada 2021, debutando profesionalmente el 10 de julio de 2021 ante Arturo Fernández Vial en el Estadio Ester Roa Rebolledo por la Primera B de Chile.
Tras lograr el ascenso con su club, debutaría en Primera División en la temporada 2023 ante Colo-Colo en el Estadio Monumental, marcando un gol en la victoria como visitante de su equipo por 3 a 2. Esa misma temporada, anotaría el gol del triunfo por la cuenta mínima de su club ante Magallanes.Su tercer gol por Primera división llegaría en la derrota por 3 a 2 de Coquimbo ante Cobresal.

## Selección nacional
En mayo de 2023, fue nominado por Eduardo Berizzo para el microciclo de la Selección sub-23 de Chile con vistas a los Juegos Panamericanos de 2023.También fue nominado al microciclo realizado en agosto del mismo año. Finalmente, no fue convocado a los Juegos Panamericanos de 2023.

## Estadísticas
| Club                   | Div.             | Temporada        | Liga  | Liga  | Copas nacionales | Copas nacionales | Torneos internacionales | Torneos internacionales | Total | Total |
| Club                   | Div.             | Temporada        | Part. | Goles | Part.            | Goles            | Part.                   | Goles                   | Part. | Goles |
| ---------------------- | ---------------- | ---------------- | ----- | ----- | ---------------- | ---------------- | ----------------------- | ----------------------- | ----- | ----- |
| Coquimbo Unido · Chile | 2.ª              | 2021             | 3     | 0     | 3                | 0                | —                       | —                       | 6     | 0     |
| Coquimbo Unido · Chile | 1.ª              | 2022             | —     | —     | —                | —                | —                       | —                       | 0     | 0     |
| Coquimbo Unido · Chile | 1.ª              | 2023             | 24    | 3     | 3                | 0                | —                       | —                       | 27    | 3     |
| Coquimbo Unido · Chile | 1.ª              | 2024             | 13    | 2     | 0                | 0                | 6                       | 0                       | 19    | 2     |
| Total club             | Total club       | Total club       | 40    | 5     | 6                | 0                | 6                       | 0                       | 52    | 5     |
| Total en carrera       | Total en carrera | Total en carrera | 40    | 5     | 6                | 0                | 6                       | 0                       | 52    | 5     |
| 1. 2.                  |                  |                  |       |       |                  |                  |                         |                         |       |       |

## Palmarés

### Campeonatos nacionales
| Título    | Club           | País  | Año  |
| --------- | -------------- | ----- | ---- |
| Primera B | Coquimbo Unido | Chile | 2021 |